# Систематичний огляд
Систематичний огляд — наукове дослідження низки опублікованих окремих однорідних оригінальних досліджень з метою їх критичного аналізу та оцінки. Систематичний огляд проводять з використанням методології, що дозволяє виключити випадкові та систематичні помилки. У систематичному огляді використовують стандартизовані методи відбору та перевірки результатів досліджень (наприклад, метааналіз).
Систематичні огляди використовують у медицині та в інших дисциплінах, де є доцільним загальний методологічний аналіз опублікованих даних за конкретною темою.
Систематичний огляд покликаний забезпечувати повний, вичерпний огляд сучасної літератури, що відноситься до певної теми. Першим кроком у проведенні систематичного огляду є ретельний пошук літератури. Розділ "Методологія"  систематичного огляду буде містити перераховані бази даних та індекси цитування, які були знайдені, такі як Web of Science, Embase, PubMed. Назви та тези статей перевіряють на критерії прийнятності та значущості. Обрані для аналізу дослідження використовують для огляду. Кожне дослідження оцінюють за якістю, переважно з використанням методів, що відповідають стандарту PRISMA  або стандартам Кокранівського співробітнитцтва.